# 커리어넷
커리어넷은 한국직업능력개발원에서 운영하고, 대한민국 교육부에서 지원하는 진로진학 정보 홈페이지이다.

## 개요
커리어넷에서는 직업정보, 학과정보를 통틀어 진로와 진학에 관련된 정보를 얻을 수 있다.